# Hannah Lowe
Hannah Lowe (Ilford, 1976) è una scrittrice e poetessa britannica.

## Biografia
Nata a Ilford nel 1976 da madre inglese e padre cinese-giamaicano, ha studiato letteratura americana all'Università del Sussex conseguendo un M.A. in studi sui rifugiati e successivamente ha ottenuto un dottorato di ricerca in scrittura creativa all'Università di Newcastle.
Il suo esordio letterario è avvenuto nel 2013 con la raccolta di liriche Chick sulla vita multiculturale di Londra negli anni '80 e '90 e in seguito ha pubblicato il biografico Long Time, No See e altre raccolte di poesie e chapbook.
Nel 2021 ha vinto il prestigioso Costa Book Awards nella categoria "Poesia" e "Libro dell'anno" con The kids: l'arte d'insegnare, raccolta di componimenti incentrati sulla sua esperienza di docente.

## Opere (parziale)

### Plaquette
- The Hitcher (2011)

### Raccolte di poesie
- Chick (2013)
- Chan (2016)
- The kids: l'arte d'insegnare (The Kids, 2021), Latiano, Interno Poesia, 2024 traduzione di Pietro Deandrea ISBN 9791281315259.

### Chapbook
- Ormonde (2014)
- The Neighbourhood (2018)
- Old Friends (2022)
- Rock, Bird, Butterfly (2022)

### Memoir
- Long Time, No See (2015)

## Premi e riconoscimenti

### Vincitrice
Cholmondeley Award
- 2020[5]

Costa Book Awards
- 2021 nella categoria "Poesia"[6] e "Libro dell'anno"[7] con The kids: l'arte d'insegnare